# JR-Maglev
JR-Maglev è un sistema di trasporto maglev sviluppato nel Railway Technical Research Institute in Giappone. IL JR-Maglev MLX01 ha detenuto il record di velocità. Il treno non convenzionale giapponese, testato sulla Yamanashi Maglev Test Line nella prefettura di Yamanashi, aveva raggiunto la velocità record di 581 km/h. Tale record è stato superato e dal 21 luglio 2015 è detenuto da un altro treno giapponese, lo Shinkansen Serie L0, che ha raggiunto i 603 km/h.

## Funzionamento
Il treno utilizza magneti superconduttori e sospensioni elettrodinamiche, al contrario del Transrapid, che utilizza convenzionali elettromagneti e sospensioni elettromagnetiche di tipo attrattivo. Il "Superconducting Maglev Shinkansen" sviluppato dalla Central Japan Railway Co. ("JR Central") e Kawasaki Heavy Industries è quindi attualmente il treno più veloce del mondo. La proposta del Chūō Shinkansen è stata approvata il 27 maggio 2011, la costruzione è iniziata nel 2012 e nel 2027 Tokyo e Nagoya verranno collegate dal maglev in quaranta minuti; il completamento del tracciato fino a Osaka avverrà verso il 2040, e Tokyo sarà unita con Osaka in un'ora e sette minuti; il tracciato di test entrerà a far parte della linea. Il treno che presterà servizio è una diretta derivazione del JR-Maglev e si chiama Shinkansen Serie L0, costruito da un consorzio formato dalla Mitsubishi Heavy Industries e dalla Nippon Sharyo. Il treno sarà a guida parzialmente automatica, con macchinista supervisore a bordo.
Per frenare si usano due sistemi: il primo, quello principale, è un sistema magnetico che inverte la polarità dei magneti, facendo decelerare il treno; il secondo è un sistema di aerofreni di derivazione aeronautica, che agiscono grazie all'attrito con l'aria.
Il treno si solleva di circa 10 millimetri da terra per l'azione di magneti posti sulla "rotaia guida" e di altri magneti superconduttori posti lungo tutto il treno, in una speciale lega di niobio e titanio raffreddata a -269 °C da elio liquido.

## Record

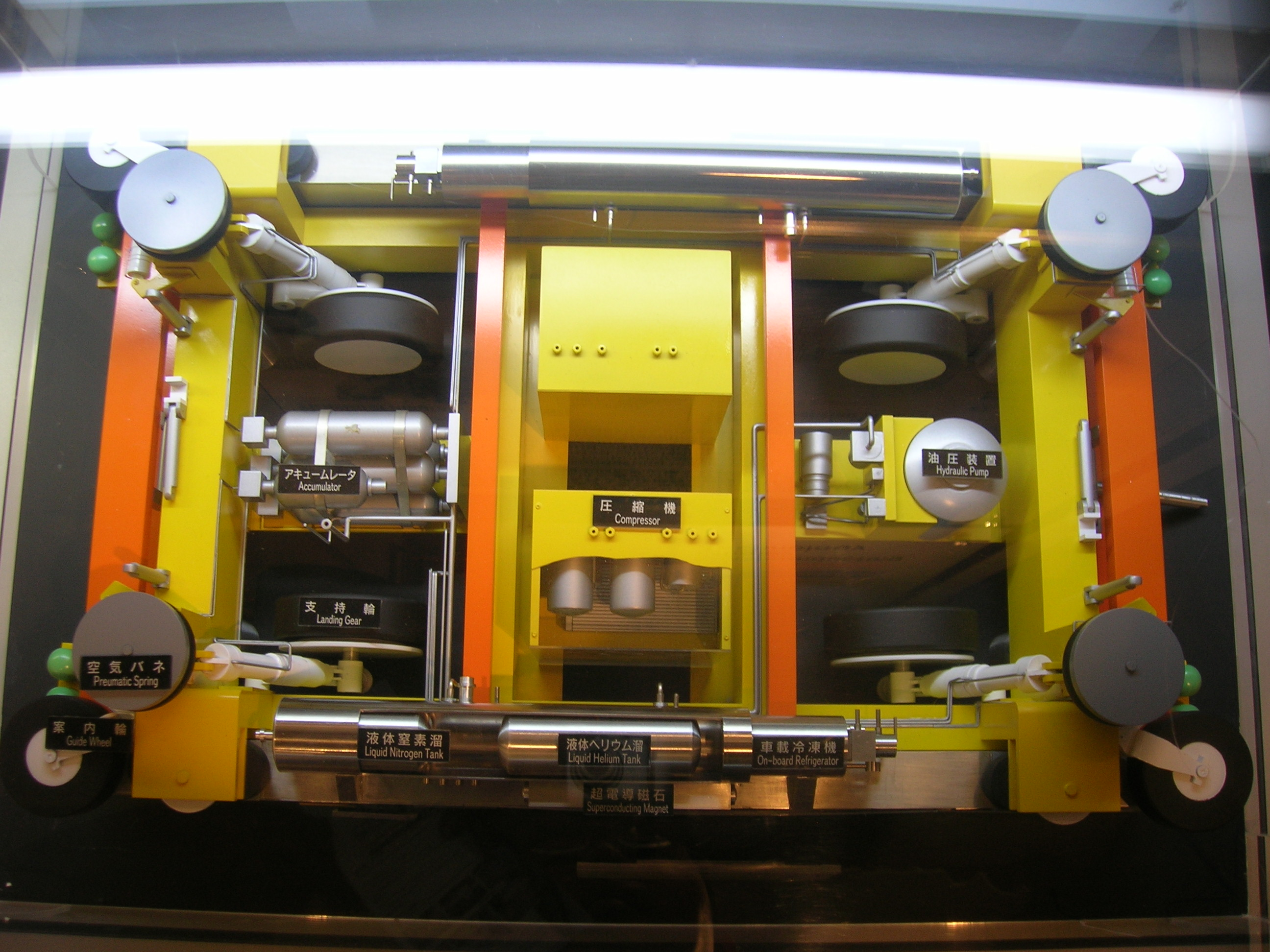
Modello del sistema a carrello (JR-Maglev MLX01)

| km/h    | Treno   | Data             |
| ------- | ------- | ---------------- |
| 60      | ML100   | 1972             |
| 517     | ML500   | 21 dicembre 1979 |
| 405     | MLU001  | 1987             |
| 394,3   | MLU002  | Novembre 1989    |
| 411     | MLU002N | Febbraio 1995    |
| 531     | MLX01   | 12 dicembre 1997 |
| 552     | MLX01   | 14 aprile 1999   |
| 581     | MLX01   | 2 dicembre 2003  |
| 590     | L0      | 16 aprile 2015   |
| 603-610 | L0      | 21 aprile 2015   |